# Begoña Román Maestre
Begoña Román Maestre   (Petrer, 1965) és una filòsofa, professora universitària i investigadora valenciana.

## Trajectòria
Nascuda a Petrer, el 1993 es va doctorar en filosofia a la Universitat de Barcelona, amb la tesi La Comunidad humana en la filosofía práctica de I. Kant, dirigida per Artur Juncosa Carbonell.
Professora de la Universitat de Barcelona, és membre del grup consolidat d’investigació «Aporia: Filosofia contemporània, Ètica i Política». És presidenta del Comitè d’ètica de Serveis Socials de Catalunya i vocal del Comitè de Bioètica de Catalunya. El seu àmbit d’especialització és l’ètica aplicada a entorns professionals i organitzatius, àmbits en els quals imparteix docència universitària i formació en institucions. Ha estat secretària executiva de la Càtedra Ethos de la Universitat Ramon Llull, on també va impartir classes fins al 1997.
Entre les seves últimes publicacions destaquen Ética en los servicios sociales (Herder, 2016) i, juntament amb Francisco Esteban, ¿Quo vadis, Universidad? (UOC, 2016). Ha coordinat Hacia una sociedad responsable: reflexiones desde las éticas aplicadas, (Prohom Edicions, 2006), Por una ética ecológica (Prohom Edicions, 2005) i Por una ética docente (Prohom Edicions, 2003).